# Falskt alibi (2009)
Falskt alibi (engelska: Beyond a Reasonable Doubt) är en amerikansk film från 2009, regisserad av Peter Hyams och är en nyinspelning av filmen med samma namn från 1956. I den nyare versionen medverkar Jesse Metcalfe, Michael Douglas och Amber Tamblyn. Filmen blev en stor förlust inom recensioner och intäkter.

## Handling
Reportern C.J. Nicholas gör sig själv misstänkt för ett mord han inte har begått för att avslöja åklagarens skumraskaffärer.

## Rollista (urval)
- Jesse Metcalfe – C.J. Nicholas
- Amber Tamblyn – Ella Crystal
- Michael Douglas – Mark Hunter
- Joel David Moore – Corey Finley
- Orlando Jones – Ben Nickerson